# Dardan (nome)
Dardan  è un nome proprio di persona albanese maschile.

## Varianti
- Femminili: Dardana[1]

## Origine e diffusione
Riprende il nome dei Dardani, una tribù illirica che abitò i Balcani nell'antichità (non correlati agli omonimi Dardani dell'Asia Minore, a cui si rifà invece il nome italiano Dardano). Etimologicamente, il loro nome potrebbe essere derivato da un vocabolo illirico che vuol dire "pera".

## Onomastico
Il nome non è portato da alcun santo, quindi è adespota, e l'onomastico ricade il 1º novembre in occasione di Ognissanti.

## Persone

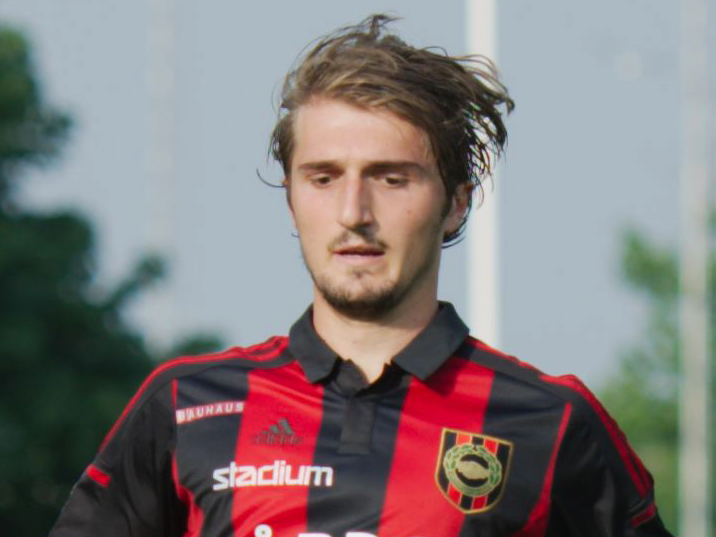
Dardan Rexhepi

- Dardan, rapper tedesco
- Dardan Berisha, cestista kosovaro
- Dardan Mustafa, calciatore svedese
- Dardan Rexhepi, calciatore svedese